# Campeonato Nacional de Padbol España 2013

El Campeonato Nacional de Padbol España 2013 fue la primera edición del torneo. Participaron 15 parejas entre el 16 y 17 de febrero de 2013 en las instalaciones de El Gusanillo Sport en Leganés, Madrid. Se consagró campeona la pareja integrada por Eleazar Ocaña y Toni Palacios, tras un 6-7, 6-4, 6-0 a la pareja Saiz/Rodríguez.
Por su desempeño en el Nacional, cinco parejas españolas clasificaron a la Copa Mundial de Padbol 2013 en La Plata: Ocaña/Palacios, Saiz/Rodríguez, Melgarejo/Prado, Bernabe/Macia y Criado/Maldonado.

## Parejas participantes
15 parejas clasificaron al torneo provenientes de distintas regiones:
- Elche: Saiz/Rodríguez; Bernabe/Macia; Cabanes/Aracil
- Alicante: Castaños/Clemente
- Madrid: Robles/Gómez; Ruiz/Galicia; Ridao/Gongora
- Málaga: Criado/Maldonado; Jiménez/Sánchez
- Pamplona: Rebota/Catala; Sant Andreu/Mercero
- Asturias: Montenegro/García; R.Alonso/I.Alonso
- Albacete: Ocaña/Palacios; Melgarejo/Prado

## Sede
La sede elegida para el torneo fue El Gusanillo Sport en Leganés, Madrid.

## Formato
El torneo constó de 5 grupos de 3 parejas cada uno. Tras enfrentamientos entre ellos clasificaron a la siguiente ronda los primeros de cada grupo más los tres mejores segundos. Luego se desarrollaron los Cuartos, la Semifinal y la Final.

## Resultados

### Final
| 17 de febrero de 2013 | Ocaña/Palacios | 6-7 6-4 6-0 | Rodríguez/Saiz | El Gusanillo Sport, Leganés |  |

### Posiciones
| Equipo | Equipo            | Grupos | 1/4 | 1/2 | F   | Total |
| ------ | ----------------- | ------ | --- | --- | --- | ----- |
| 1      | Ocaña/Palacios    | 144    | 96  | 208 | 315 | 763   |
| 2      | Rodríguez/Saiz    | 129    | 72  | 223 | 185 | 609   |
| 3      | Prado/Melgarejo   | 142    | 83  | 42  |     | 267   |
| 4      | Bernabé/Macia     | 145    | 92  | 27  |     | 264   |
| 5      | Cabanes/Aracil    | 135    | 28  |     |     | 163   |
| 6      | Criado/Maldonado  | 93     | 17  |     |     | 110   |
| 7      | Robles/Gómez      | 85     | 4   |     |     | 89    |
| 8      | Castaños/Clemente | 72     | 8   |     |     | 80    |